# بخش بث (شهرستان سومیت، اوهایو)
بخش بث (به انگلیسی: Bath Township) یک منطقهٔ مسکونی در ایالات متحده آمریکا است که در شهرستان سامیت، اوهایو واقع شده‌است.
 بخش بث ۵۸٫۲ کیلومتر مربع مساحت و ۹٬۶۳۵ نفر جمعیت دارد و ۲۸۹ متر بالاتر از سطح دریا واقع شده‌است.